# Ałła Nizowcewa
Ałła Afanasjewna Nizowcewa (ros. Алла Афанасьевна Низовцева, ur. 1 października 1930, zm. 31 stycznia 2013) – radziecka działaczka partyjna.

## Życiorys
W 1952 ukończyła Moskiewski Obwodowy Instytut Pedagogiczny, potem pracowała jako nauczycielka w Moskwie i obwodzie moskiewskim, była dyrektorem szkoły średniej. Od 1955 należała do KPZR, od 1961 była funkcjonariuszką partyjną, 1979 została I sekretarzem Krasnogwardiejskiego Komitetu Rejonowego KPZR w Moskwie, a 1986 sekretarzem Moskiewskiego Komitetu Miejskiego KPZR. Od 25 lutego 1986 do 9 lipca 1990 wchodziła w skład Centralnej Komisji Rewizyjnej KPZR, której od 6 marca 1986 do 9 lipca 1990 była zastępcą przewodniczącego, a od 30 września 1988 do 9 lipca 1990 p.o. przewodniczącego. Pochowana na Cmentarzu Kotliakowskim w Moskwie.